# Elecciones generales de Bélgica de 1981
Las elecciones generales se celebraron en Bélgica el 8 de noviembre de 1981. La participación de votantes fue del 94,5% en la elección de la Cámara y del 94,6% en la elección del Senado. También se llevaron a cabo elecciones para los nueve consejos provinciales y para el Consejo de la Comunidad Cultural Alemana. Fueron las primeras elecciones después de que la edad para votar se redujera de 21 a 18 años. Esto contribuyó al éxito de los partidos socialistas y los partidos verdes (Agalev y Ecolo). El Partido Popular Cristiano, tradicionalmente más grande, experimentó pérdidas significativas, con solo 43 de los 212 escaños en la Cámara de Representantes.

## Resultados

### Cámara de Diputados
| Party                                            | Votos     | %     | Escaños | +/–   |
| ------------------------------------------------ | --------- | ----- | ------- | ----- |
| Christen-Democratisch en Vlaams                  | 1,165,239 | 19.34 | 43      | –14   |
| Partido por la Libertad y el Progreso            | 776,871   | 12.89 | 28      | +6    |
| Parti Socialiste                                 | 733,137   | 12.17 | 35      | +4    |
| Socialistische Partij                            | 744,593   | 12.36 | 26      | 0     |
| Unión del Pueblo                                 | 588,436   | 9.77  | 20      | +6    |
| Liberal Reformista                               | 480,380   | 7.97  | 24      | +9    |
| Partido Social Cristiano                         | 390,896   | 6.49  | 18      | –7    |
| Fédéralistes Démocrates Francophones-Rally Valón | 253,720   | 4.21  | 8       | –3    |
| Agalev                                           | 138,575   | 2.30  | 2       | +2    |
| Ecolo                                            | 132,312   | 2.20  | 2       | +2    |
| UDRT/RAD                                         | 130,526   | 2.17  | 3       | +2    |
| Partido Comunista de Bélgica                     | 138,978   | 2.31  | 2       | –2    |
| Vlaams Blok                                      | 66,424    | 1.10  | 1       | 0     |
| PVDA                                             | 40,446    | 0.67  | 0       | Nuevo |
| PSC/CSP                                          | 39,961    | 0.66  | 0       | Nuevo |
| PRL/PFF                                          | 35,925    | 0.60  | 0       | Nuevo |
| SP/PS                                            | 31,784    | 0.53  | 0       | Nuevo |
| WALLON                                           | 31,061    | 0.52  | 0       | Nuevo |
| RAD                                              | 28,661    | 0.48  | 0       | Nuevo |
| ECOLO-J                                          | 10,946    | 0.18  | 0       | Nuevo |
| Partido de los Belgas Germanohablantes           | 8,397     | 0.14  | 0       | 0     |
| RAL                                              | 7,110     | 0.12  | 0       | Nuevo |
| ECOLOS                                           | 5,858     | 0.10  | 0       | Nuevo |
| LRT-PLS                                          | 5,241     | 0.09  | 0       | Nuevo |
| FNK                                              | 5,102     | 0.08  | 0       | Nuevo |
| UDRT                                             | 4,540     | 0.08  | 0       | Nuevo |
| BLANCO                                           | 4,118     | 0.07  | 0       | Nuevo |
| DD                                               | 3,545     | 0.06  | 0       | Nuevo |
| UNF                                              | 2,914     | 0.05  | 0       | Nuevo |
| PVDA/PTB                                         | 2,898     | 0.05  | 0       | Nuevo |
| ECO-BXL                                          | 2,710     | 0.04  | 0       | Nuevo |
| FN                                               | 2,479     | 0.04  | 0       | Nuevo |
| PTB                                              | 2,460     | 0.04  | 0       | Nuevo |
| BNP                                              | 2,263     | 0.04  | 0       | Nuevo |
| PCPA                                             | 1,785     | 0.03  | 0       | Nuevo |
| PNB-BNP                                          | 954       | 0.02  | 0       | Nuevo |
| PFU                                              | 856       | 0.01  | 0       | 0     |
| AAJ                                              | 838       | 0.01  | 0       | Nuevo |
| URD                                              | 598       | 0.01  | 0       | Nuevo |
| LISTE-12                                         | 588       | 0.01  | 0       | Nuevo |
| LISTE-14                                         | 372       | 0.01  | 0       | Nuevo |
| CIN                                              | 210       | 0.00  | 0       | Nuevo |
| LISTE-13                                         | 180       | 0.00  | 0       | Nuevo |
| PNB                                              | 140       | 0.00  | 0       | Nuevo |
| Invalid/blank votes                              | 477,043   | –     | –       | –     |
| Total                                            | 6,502,070 | 100   | 212     | 0     |
| Source: Belgian Election Results                 |           |       |         |       |

### Senado
| Partido                                          | Votos     | %     | Escaños | +/–   |
| ------------------------------------------------ | --------- | ----- | ------- | ----- |
| Christen-Democratisch en Vlaams                  | 1,149,353 | 19.26 | 22      | –7    |
| Libertad y Progreso                              | 781,137   | 13.09 | 14      | +3    |
| Parti Socialiste                                 | 755,512   | 12.66 | 18      | Nuevo |
| Socialistische Partij                            | 732,126   | 12.27 | 13      | Nuevo |
| Unión del Pueblo                                 | 587,002   | 9.84  | 10      | +3    |
| [Liberal Reformista                              | 515,868   | 8.64  | 11      | Nuevo |
| Social Cristiano                                 | 414,733   | 6.95  | 8       | –4    |
| Fédéralistes Démocrates Francophones-Rally Valón | 255,727   | 4.28  | 4       | –3    |
| UDRT/RAD                                         | 164,131   | 2.75  | 1       | +1    |
| Ecolo                                            | 153,989   | 2.58  | 3       | +3    |
| Partido Comunista de Bélgica                     | 140,577   | 2.36  | 1       | 0     |
| Agalev                                           | 121,016   | 2.03  | 1       | Nuevo |
| Vlaams Blok                                      | 71,733    | 1.20  | 0       | 0     |
| PVDA/PTB                                         | 49,577    | 0.83  | 0       | Nuevo |
| WALLON                                           | 30,632    | 0.51  | 0       | Nuevo |
| Partido de los Belgas Germanohablantes           | 8,770     | 0.15  | 0       | 0     |
| RAL                                              | 8,450     | 0.14  | 0       | Nuevo |
| LRT-PLS                                          | 5,894     | 0.10  | 0       | Nuevo |
| FNK                                              | 5,317     | 0.09  | 0       | Nuevo |
| ECOLOS                                           | 2,796     | 0.05  | 0       | Nuevo |
| UNF                                              | 2,721     | 0.05  | 0       | Nuevo |
| DD                                               | 2,295     | 0.04  | 0       | Nuevo |
| FN                                               | 2,092     | 0.04  | 0       | Nuevo |
| GOOSSE                                           | 1,511     | 0.03  | 0       | Nuevo |
| BELGE                                            | 1,326     | 0.02  | 0       | Nuevo |
| PFU                                              | 1,052     | 0.02  | 0       | 0     |
| PKS                                              | 737       | 0.01  | 0       | Nuevo |
| URD                                              | 629       | 0.01  | 0       | Nuevo |
| LISTE-12                                         | 626       | 0.01  | 0       | Nuevo |
| PAIX                                             | 611       | 0.01  | 0       | Nuevo |
| LISTE-14                                         | 378       | 0.01  | 0       | Nuevo |
| LISTE-13                                         | 111       | 0.00  | 0       | Nuevo |
| Nulos/Blancos                                    | 534,297   | –     | –       | –     |
| Total                                            | 6,502,726 | 100   | 106     | 0     |
| Source: Election Results                         |           |       |         |       |